# Обрежє (Радече)
Обрежє (словен. Obrežje) — поселення в общині Радече, Савинський регіон, Словенія. Висота над рівнем моря: 198 м.